# Bikoru
Bikoru je stará jednotka hmotnosti používaná v Japonsku. Její velikost činila 60,48 kg.